# This Time Around: Live in Tokyo
Pour les articles homonymes, voir Live in Tokyo.
Albums de Deep Purple
Live at the Rotterdam Ahoy
(2001) The Soundboard Series
(2001)
This Time Around est un album live du groupe de hard rock britannique Deep Purple (Mk. 4). Il est sorti en septembre 2001.
Après la séparation du groupe en 1976, un album live du nom de Last Concert in Japan sortit en 1977, rassemblant des extraits de concerts du groupe à Tokyo de décembre 1975. Cependant cet album ne fut pas un succès commercial, étant très inférieur à Made in Japan (1972) et ne fut même pas édité aux États-Unis. Il était en fait issu de la bande sonore d'un rapide mixage stéreo réalisé pour la télévision. C'est en 2001 qu'un concert complet de l'époque est correctement remixé à partir des bandes originales et réédité sous le nom de This Time Around.
Le morceau Wild Dogs est issu de l'album solo Teaser de Tommy Bolin.

## Liste des titres

### Disque 1
1. Burn (Blackmore, Coverdale, Lord, Paice) - 8:08
2. Lady Luck (Cook, Coverdale) - 2:58
3. Love Child (Bolin, Coverdale) - 4:29
4. Gettin' Tighter / Dance To The Rock'n'Roll (Bolin, Hughes) - 16:02
5. Smoke on the Water / Georgia on My Mind (Blackmore, Gillan, Glover, Lord, Paice / Hoagy Carmichael, Stuart Gorrell) - 9:41
6. Wild Dogs (Bolin, Tesar) - 6:05

### Disque 2
1. I Need Love (Bolin, Coverdale) - 5:47
2. Soldier of Fortune (Blackmore, Coverdale) - 1:47
3. Jon Lord Solo / Woman From Tokyo (Lord) – 9:43
4. Lazy & Ian Paice Solo (Blackmore, Gillan, Glover, Lord, Paice) - 13:07
5. This Time Around (Hughes, Lord) - 3:38
6. Owed to 'G'  (Bolin) - 3:29
7. Tommy Bolin Guitar Solo (Bolin) – 7:09
8. Drifter (Bolin, Coverdale) - 4:55
9. You Keep on Moving (Coverdale, Hughes) - 5:58
10. Stormbringer (Blackmore, Coverdale) - 8:51
11. Highway Star (Encore) (Blackmore, Glover, Gillan, Lord, Paice) - 7:30

## Musiciens
- Tommy Bolin : guitare, chant sur Wild Dogs
- David Coverdale : chant et chœurs
- Glenn Hughes : basse, chant et chœurs
- Jon Lord : claviers
- Ian Paice : batterie, percussions